# Грушівка (заказник)
Гру́шівка — ландшафтний заказник місцевого значення в Україні. Об'єкт природно-заповідного фонду Дніпропетровської області. 
Розташований на північ від села Новокиївка Томаківського району Дніпропетровської області, неподалік від Грушівського кар'єру. 
Площа 137,5 га. Статус надано з рішенням Дніпропетровської обласної ради від 27 грудня 2011 року № 218-10 VI. Перебуває у віданні ВАТ «Марганецький ГЗК». 
Статус надано для збереження природних комплексів на дні та на схилах балки Грушівки. Зростає степова рослинність, є кілька ставів. У багатьох місцях ландшафт зазнав значного антропогенного впливу.